# Diego Simeone
Diego Pablo Simeone González (ur. 28 kwietnia 1970 w Buenos Aires) – argentyński piłkarz, środkowy lub defensywny pomocnik, a także trener. Od grudnia 2011 szkoleniowiec Atlético Madryt.
Jest ojcem Giovanniego Simeone, Guliano Simeone – oraz Gianluci Simeone – również piłkarzy.
Przydomek Cholo wziął się z powodu podobieństwa w stylu gry z Carmelo Simeone (zbieżność nazwisk przypadkowa), który również nosił ten przydomek.

## Kariera zawodnicza
Karierę zawodową rozpoczął w 1987 jako piłkarz Vélez Sársfield.
W 1990 wyjechał do Europy i przez dwa sezony bronił barw włoskiej Pisy. W latach 1992–1997 był zawodnikiem dwóch hiszpańskich klubów, najpierw Sevilli, a następnie Atlético Madryt. Wraz z Atlético, wywalczył w 1996, dwa najważniejsze krajowe trofea – tytuł mistrza Hiszpanii i Puchar Hiszpanii.
W 1997 wrócił do ligi włoskiej – na dwa lata został piłkarzem mediolańskiego Interu (zdobyty Puchar UEFA w 1998), by w 1999 przejść do stołecznego Lazio. Z rzymskim klubem wywalczył Superpuchar Europy w 1999, a w następnym sezonie wszystkie krajowe tytuły – mistrzostwo kraju, Puchar Włoch i Superpuchar Włoch. W 2003 ponownie związał się z Atlético, którego barw bronił do 2005 roku.
Karierę zakończył w argentyńskim Racing Club Avellaneda, w lutym 2006 roku, po czym został pierwszym trenerem tego zespołu.

## Kariera reprezentacyjna
W reprezentacji Argentyny zadebiutował 14 lipca 1988 w meczu z Australią, stałe miejsce w składzie wywalczył jednak dopiero w 1991. Brał udział w trzech turniejach mistrzostw świata (1994, 1998, 2002), jednak bez sukcesów – Argentyna w tych edycjach dochodziła najdalej do ćwierćfinału. Argentyńczyk dał się zapamiętać jako uczestnik scysji z Davidem Beckhamem podczas meczu Argentyny z Anglią na Mistrzostwach Świata 1998, w wyniku której Anglik został wyrzucony z boiska.
Z reprezentacją dwukrotnie wygrywał turniej Copa América (1991 i 1993), wywalczył także srebrny medal olimpijski w Atlancie (był jednym z trzech starszych zawodników w kadrze zespołu młodzieżowego).
Reprezentacyjna karierę zakończył po nieudanych dla Argentyny Mistrzostwach Świata 2002, z bilansem 106 spotkań i 11 goli.

## Kariera trenerska
Pierwszym prowadzonym przez Simeone klubem był Racing Club Avellanda. W latach 2006–2007 prowadził Estudiantes La Plata, zdobywając z klubem, mistrzostwo Argentyny (Apertura 2006). Od grudnia 2007, przez rok był trenerem River Plate. Później krótko i bez sukcesów prowadził San Lorenzo, Racing Club Avellanda i włoską Catanię.
W 23 grudnia 2011 został wybrany na trenera Atletico Madryt. Pół roku później, zdobył z klubem puchar Ligi Europy. W finale Madrytczycy pokonali Athletic Bilbao (3:0). Simeone został trzecim człowiekiem w historii, który najpierw wygrał Puchar UEFA jako piłkarz (w barwach Interu Mediolan), a potem jako trener.
31 sierpnia 2012 zdobył Superpuchar Europy po pokonaniu londyńskiej Chelsea (4-1). W kolejnym sezonie wygrał Puchar Króla, po pokonaniu w finale Realu Madryt (2:1) na Estadio Santiago Bernabeu. Sezon 2013/14 najbardziej obfitował w sukcesy. Stołeczny klub zdobył mistrzostwo Hiszpanii i doszedł do finału Ligi Mistrzów, który przegrał po dogrywce. Dwa lata później, ponownie zagrał w finale Ligi Mistrzów i po raz drugi przegrywając z Realem Madryt, tym razem po rzutach karnych. W maju 2018, po raz drugi sięgnął po trofeum Ligi Europy, zwyciężając w finałowym spotkaniu Olympique Marsylia (3-0). W maju 2021 po rozegraniu ostatniego meczu sezonu 2020/2021 zdobył Mistrzostwo Hiszpanii.
W listopadzie 2023 roku, Diego Simeone parafował nową umowę z Atletico Madryt, na mocy której będzie związany z ekipą Los Rojiblancos do 30 czerwca 2027 roku.

## Życie prywatne
Dwukrotnie żonaty, ma trzech synów: Giovanni (29), Gianluca (26), Giuliano (22) i dwie córki Francesca (9) oraz Valentina (6). Synowie zawodowo grają w piłkę nożną, Giovanni Simeone, jest piłkarzem SSC Napoli, a drugi, Giuliano Simeone, jest piłkarzem Atletico Madrid trzeci syn Gianluca Simeone gra w Rayo Majadahonda.

## Sukcesy

### Zawodnicze
- Atlético Madrid
  - Primier Division: 1995/96
  - Copa Del Rey: 1996
- Inter Mediolan
  - Puchar UEFA: 1997/98
- Lazio
  - Mistrzostwo Włoch: 1999/00
  - Puchar Włoch: 1999/00
  - Superpuchar Włoch: 2000
  - Superpuchar Europy: 1999
- Reprezentacja Argentyny
  - Puchar Konfederacji: 1992
  - Copa América: 1991, 1993
  - srebrny medal na Letnich Igrzyskach Olimpijskich: 1996

### Szkoleniowe
- Estudiantes La Plata
  - Primiera Division: 2006/2007
- River Plate
  - Primiera Division: 2008/2009
- Atlético Madryt
  - Liga Europy UEFA: 2011/2012, 2017/2018
  - Superpuchar Europy: 2012, 2018
  - Copa Del Rey: 2013
  - Superpuchar Hiszpanii: 2014
  - Primiera Division: 2013/2014, 2020/2021
  - finalista Ligi Mistrzów: 2013/14, 2015/16